# تيد كولين
تيد كولين هو سياسي نيوزيلندي، ولد في 5 سبتمبر 1895 في هافلوك الشمالية ‏ في نيوزيلندا، وتوفي في 18 فبراير 1963. نشط حزبياً في حزب العمال النيوزيلندي. وقد انتخب وزير الزراعة ‏ (19 ديسمبر 1946 – 13 ديسمبر 1949) وانتخب عضو مجلس النواب النيوزيلندي ‏.